# 607372 Colombounilanka
607372 Colombounilanka è un asteroide della fascia principale. Scoperto nel 2000, presenta un'orbita caratterizzata da un semiasse maggiore pari a 2,6013185 au e da un'eccentricità di 0,0785689, inclinata di 8,12400° rispetto all'eclittica.
Dal 21 marzo al 23 maggio 2022, quando 612163 Thelowes ricevette la denominazione ufficiale, è stato l'asteroide denominato con il più alto numero ordinale. Prima della sua denominazione, il primato era di 606701 Golda.
L'asteroide è dedicato all'Università di Colombo, in Sri Lanka.